# Teónoe
En la mitología griega, Teónoe (en griego antiguo: Θεονόη, Theonóe) es el nombre de dos heroínas distintas.

## Según Eurípides
La primera Teónoe, según aparece en la tragedia Helena, de Eurípides, es una hija de Proteo, rey de Egipto, y hermana de Teoclímeno. Es una consejera piadosa que tiene poderes proféticos debido a su origen divino. Ayuda a Helena a huir de Egipto, cosa que provoca la cólera de su hermano, de la cual solo se salva porque intervienen los Dioscuros. Una tradición decía que se había enamorado de Canopo, el timonel de Menelao.
Otros refieren a la hija de Proteo y ninfa profética como Idotea o Eurínome.

## Según Higino
La otra Teónoe es la heroína de una aventura que relata Higino, seguramente extraída de una tragedia hoy perdida. 
Es hija de Téstor, su hermano es Calcas, el adivino, y su hermana Leucipa. Un día, mientras jugaba en la playa, unos piratas la raptaron y la vendieron a Ícaro, rey de Caria, que se casó con ella. Téstor salió a buscar su hija, pero su nave naufragó y al llegar a tierra, a las costas de Caria, fue hecho prisionero y conducido ante el rey, que lo trajo a su casa suya como esclavo. 
Al no volver Téstor y no saber nada de su hermana, Leucipa decidió salir a buscarlos por orden del oráculo de Delfos. Se cortó los cabellos, se disfrazó de sacerdote y llegó a Caria. Teónoe la vio pero no la reconoció, y pensándose que era un hombre se enamoró y envió sus criados a que le hicieran proposiciones en nombre suyo. Leucipa no podía hacer nada por culpa del disfraz y rehusó las pretensiones de Teónoe. Esta ordenó que cogieran y encarcelaran a quien creía un sacerdote, y mandó a un esclavo, precisamente Téstor, a quién nadie había reconocido, que la matara. Entró a la prisión y se puso ante Leucipa que tampoco lo reconoció, y se empezó a lamentar de su destino. Le explicó que lo obligaban a cometer un crimen como aquel después de haber perdido sus dos hijas, Teónoe y Leucipa. 
Entonces Leucipa al oírlo, reconoció su padre, y al ver que Téstor giraba la espada contra sí mismo, se la tomó y le dijo quién era. Entonces quiso matar a la reina Teónoe, y estaba a punto de hacerlo cuando esta, sabiéndose en peligro, invocó a su padre Téstor, hecho que dio lugar al reconocimiento de los tres. El rey Ícaro los llenó de regalos y los devolvió a su patria.